# Identifikationsproblem
Mit dem Identifikationsproblem bezeichnet man in der Statistik, vor allem in der Ökonometrie, den Umstand, dass eine, mehrere oder alle Gleichungen eines Modells nicht eindeutig identifiziert werden können, da mehrere numerische Spezifikationen der Parameter eine Lösung des Gleichungssystems darstellen.
Es kann dann nicht herausgefunden werden, welche Spezifikation der wahren Struktur des Modells entspricht. Die verschiedenen Spezifikationen sind beobachtungsäquivalent. Dies entsteht vor allem, wenn eine Gleichung alle Modellvariablen enthält, da sie dann als Lineartransformation aus den anderen Gleichungen hergestellt werden kann.

## Identifizierbarkeit
Eine Struktur ist identifizierbar, wenn keine andere Struktur dieselbe reduzierte Form hat, d. h. wenn von Parametern der reduzierten Form eindeutig auf die Parameter der Strukturform geschlossen werden kann.

## Lösungsansätze
Identifikation kann erreicht werden, indem man entweder weitere Modellvariablen hinzufügt oder indem man Variablen aus einzelnen Gleichungen ausschließt. Auf diese Weise sind die Gleichungen linear unabhängig.

## Beispiel
Das Modell
{\displaystyle y_{1t}=\alpha x_{1t}+\beta x_{2t}}
{\displaystyle y_{2t}=\omega y_{1t}+\gamma x_{1t}+\delta x_{2t}}
{\displaystyle y_{3t}=\xi y_{1t}+\phi x_{1t}+\psi x_{3t}}
wäre nicht identifiziert, da man für gegebene Beobachtungen {\displaystyle x_{1,2}} nicht entscheiden kann, welche der Variablen y man denn nun geschätzt hat. Es würde aber identifiziert, wenn jede Gleichung noch eine Variable enthielte, die in den anderen nicht enthalten ist:
{\displaystyle y_{1t}=\alpha x_{1t}+\beta x_{2t}+z_{1}}
{\displaystyle y_{2t}=\omega y_{1t}+\gamma x_{1t}+\delta x_{2t}+z_{2}}
{\displaystyle y_{3t}=\xi y_{1t}+\phi x_{1t}+\psi x_{3t}+z_{3}}

## Identifikationskriterien
Es ergeben sich bereits aus dem Beispiel zwei Möglichkeiten der Identifikation:
Abzählkriterium und Rangkriterium
Das Abzählkriterium reicht in der Regel völlig aus. Es besagt: aus jeder der G Gleichungen müssen G-1 Modellvariablen ausgeschlossen werden, dann ist jede Gleichung und damit das Modell identifiziert.
Im o.a. Beispiel müssten G-1, also je zwei, Variablen ausgeschlossen werden. Im nicht identifizierten Fall schließt die zweite Gleichung lediglich {\displaystyle y_{3}} aus, die dritte lediglich {\displaystyle y_{2}}.
Im modifizierten Fall schließt die zweite Gleichung {\displaystyle y_{3}} sowie {\displaystyle z_{1}} und {\displaystyle z_{3}} aus, die dritte Gleichung {\displaystyle y_{2}} sowie {\displaystyle z_{1}} und {\displaystyle z_{2}}. Damit ist das Modell identifiziert.